# Józefa Witkowska
Józefa Witkowska-Paruszewska (ur. 14 marca 1908, zm. 11 grudnia 1982) – polska lekkoatletka, nauczycielka.

## Życiorys
Jako lekkoatletka reprezentowała klub Sokół-Grażyna Warszawa od 1923 do 1929. Podczas mistrzostw Polski w 1924 zdobyła złoty medal w biegu na 60 m (czas 8,6 sek) oraz srebrne medale w skoku w dal i w rzucie dyskiem. Ustanawiała rekordy kraju w biegu na 60 m (czas 8,4 sek), w skoku w dal (4,48 m w 1924) i w skoku wzwyż (1,34 m w 1925). Uprawiała także rzut dyskiem, pchnięcie kulą.
W 1928 ukończyła naukę w Gimnazjum Żeńskim Towarzystwa Szkół Pracy w Warszawie. Uczyła wychowania fizycznego w warszawskich szkołach.